# Willoughby, New South Wales
Willoughby este o suburbie în Sydney, Australia.